# نیروگاه برق آبی توکه
نیروگاه برق آبی توکه (به لاتین: Tokke Hydroelectric Power Station) یک نیروگاه برقابی در نروژ است که در Tokke واقع شده‌است.